# Агазаде, Амина Гамид кызы
Амина Гамид кызы Агазаде (азерб. Əminə Həmid qızı Ağazadə; род. 26 марта 1980 года, Баку, Азербайджанская ССР) — государственный и политический деятель. Депутат Милли Меджлиса Азербайджанской Республики VI, VII созывов, член комитета по правовой политике и государственному строительству, член комитета по обороне, безопасности и борьбе с коррупцией.

## Биография
Родилась Амина Агазаде 26 марта 1980 году в городе Баку, ныне республики Азербайджан. В 1986 году поступила на обучение в среднюю школу №20 города Баку, которую окончила в 1997 году.
В 1997 году поступила на юридический факультет Бакинского государственного университета, в 2001 году окончила учебу с отличием и получила степень бакалавра по высшему профессиональному направлению.
В 2001 году поступила в магистратуру Бакинского государственного университета по специальности уголовное право, уголовный процесс, криминалистика и судебная экспертиза, в 2003 году окончила магистратуру Бакинского государственного университета с отличием и получила степень магистра.
В сентябре 2002 года впервые приняла участие в конкурсе на замещение вакантной должности в органах прокуратуры. 27 декабря 2002 года была назначена на должность стажера-следователя прокуратуры Сабунчинского района города Баку.
В феврале 2004 года после завершения годичной стажировки успешно прошла аттестацию и была назначена Высшей аттестационной комиссией Генеральной прокуратуры на должность следователя прокуратуры Бинагадинского района города Баку с испытательным сроком в один год. В августе 2005 года была командирована в отдел международных отношений Генеральной прокуратуры.
В феврале 2006 года на неё было возложено исполнение обязанностей прокурора отдела международных отношений Генеральной прокуратуры, а 28 марта 2007 года она была назначена на должность прокурора вновь созданного Управления международных отношений. С 23 июня 2011 года работала старшим прокурором-методистом того же управления. С апреля 2017 года в специальном звании советника юстиции. Принимала активное участие в ряде международных форумов, конференций и семинаров.
С 2006 года является персональным членом Международной ассоциации прокуроров, а с 2007 года Международной ассоциации антикоррупционных структур.
На выборах в Национальное собрание Азербайджана VI созыва, которые прошли 9 февраля 2020 года, баллотировалась по Кюрдамирскому избирательному округу № 57. По итогам выборов одержала победу и получила мандат депутата Милли Меджлиса Азербайджанской Республики. С 10 марта 2020 года приступила к депутатским обязанностям. Является членом комитета по правовой политике и государственному строительству, а также членом комитета по обороне, безопасности и борьбе с коррупцией. Член делегаций в парламентских ассамблеях ОБСЕ и СНГ.
В 2024 году на парламентских выборах в Азербайджане, которые состоялись 1 сентября, одержала победу в Кюрдамирском избирательном округе №62. Официально стала депутатом Милли Меджлиса Азербайджана седьмого созыва, первое заседание которого состоялось 23 сентября 2024 года.
В совершенстве владеет азербайджанским, русским и английским языками.
Замужем, воспитывает ребёнка. 

## Награды
- Юбилейная медаль Азербайджанской Республики «100 лет прокуратуры Азербайджана (1918-2018)».
- Нагрудный знак "Почетный работник прокуратуры".